# Hamilton (Ohio)
Hamilton – miasto w Stanach Zjednoczonych, w południowo-zachodniej części stanu Ohio, nad rzeką Miami (dopływ Ohio), na północ od miasta Cincinnati. Jest dziesiątym co do wielkości miastem stanu i należy do obszaru metropolitalnego Cincinnati. Siedziba Hrabstwa Butler.
W Hamilton urodził się geofizyk Charles Francis Richter, twórca skali Richtera.
Miasto leży w strefie klimatu wilgotnego subtropikalnego, z gorącym latem, należącego według klasyfikacji Köppena do strefy Cfa. Średnia temperatura roczna wynosi 12,3°C, a opady 662,9 mm (w tym do 48 cm opadów śniegu).
W mieście rozwinął się przemysł maszynowy, papierniczy oraz włókienniczy.

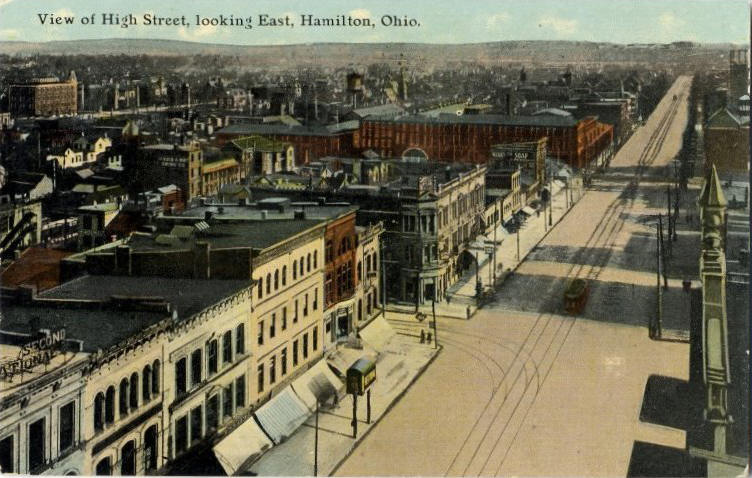
Pocztówka z widokiem na High Street (ok. 1911, kierunek wschodni)
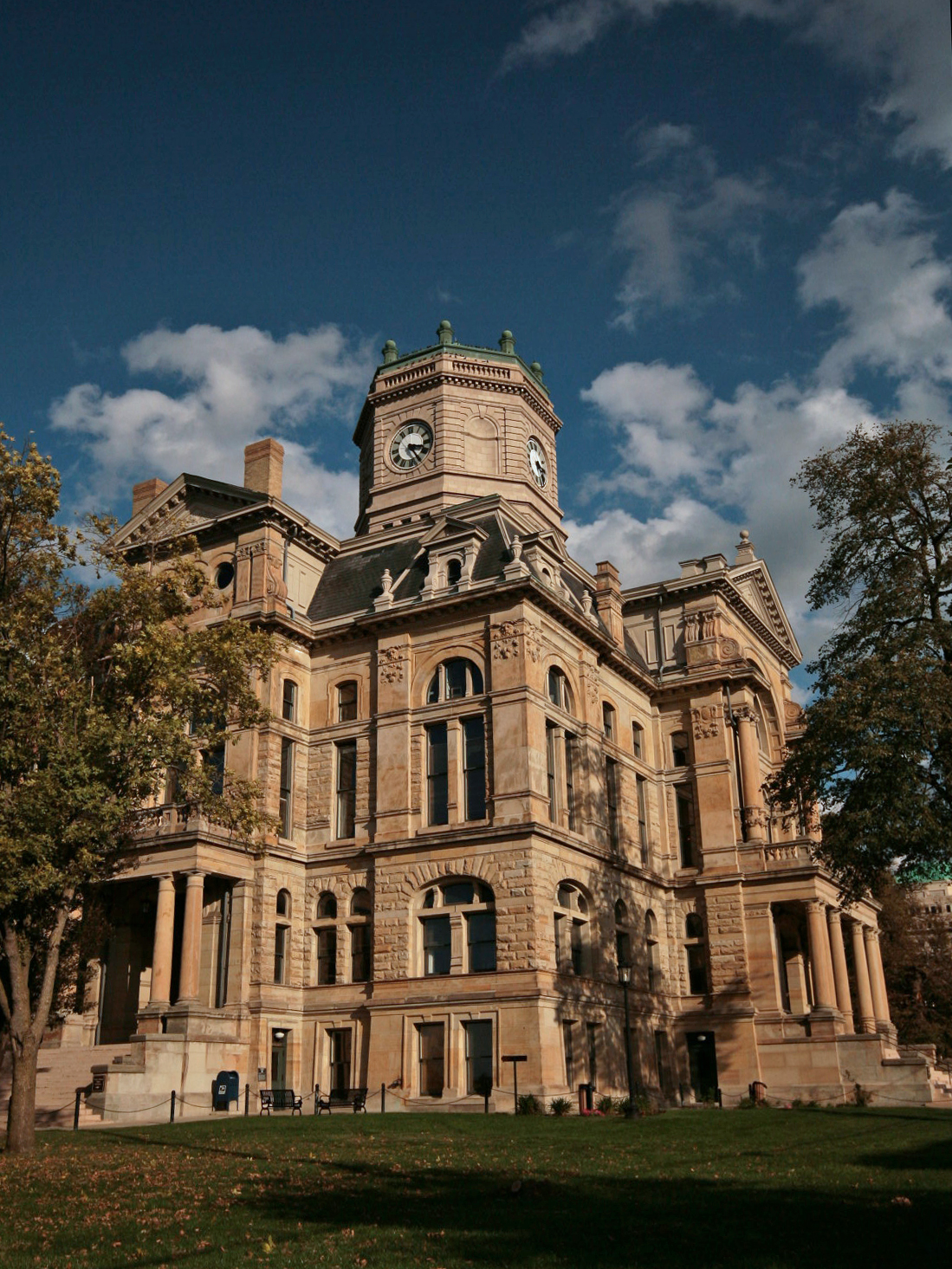
Budynek administracji hrabstwa Butler

## Ludzie urodzeni w Hamilton
- Charles Francis Richter (1900–1985) – sejsmolog i fizyk
- Scott Walker (1943–2019) – piosenkarz popowy
- Steve Morse (ur. 1954) – gitarzysta rockowy
- Eric Lange (ur. 1973) – aktor filmowy